# Xã McDowell, Quận Barry, Missouri
Xã McDowell (tiếng Anh: McDowell Township) là một xã thuộc quận Barry, tiểu bang Missouri, Hoa Kỳ. Năm 2010, dân số của xã này là 288 người.